# Moluckmorkulla
Moluckmorkulla (Scolopax rochussenii) är en starkt hotad fågel i familjen snäppor inom ordningen vadarfåglar som förekommer i Indonesien.

## Utseende och läte
Moluckmorkullan är störst av alla morkullor, med sina 32–40 centimeter cirka 25 procent större än den vida spridda morkullan (Scolopax rusticola). Näbben är lång, kraftig och mörk. Ovansidan är svart med kontrastrerande stora gulbruna fläckar och små strimmor. Undersidan är jämnt gulbrun med svartaktiga fjäll. På nacken och mellan öga och näbb syns svarta streck. Moluckmorkullan är större och ljusare än sulawesimorkullan samt fläckig snarare än strimmig. Lätet är ett ljust kvittrande.

## Utbredning
Fram tills nyligen var fågeln endast känd från åtta fynd från norra Moluckerna på öarna Obi och Bacan, den senaste 1980. Den observerades inte när öarna inventerades 1991–1992, men en lokalguide rapporterade då att den förekommer i de inre bergsskogarna på Obi, där den ibland skrämts upp från väldigt nära håll på åsryggar över 500 meter över havet under torrperioden. Det ska också finnas ett lokalnamn på fågeln, vilket tyder på att den är bekant. Det antas vara stannfågel, men kan kanske röra sig lokalt höjdledes.
Ornitologen Marc Thibault observerade dock fågeln 2010 och gjorde de allra första ljudinspelningarna. Han hittade den också i låglänta områden, endast 100 meter över havet. 2013 publicerades de första fotografierna av fågeln.

## Levnadssätt
Sentida fynd tyder på att arten har revir i låglänta skogar och att den kan tolerera skogar påverkade av människan. Den förekommer mellan 15 och 1 150 meters höjd och associeras kraftigt med strömmande vatten. Inget är känt om dess häckningsbiologi annat än den setts spelflyga i mars och juli till augusti men inte i november-december.

## Status och hot
Moluckmorkullan har ett mycket litet utbredningsområde begränsat till ön Obi, där den anses minska i antal på grund av habitatförlust, framför allt i låglänta områden där större delen av populationen tros finnas. Förekomsten på ön Bacan anses numera vara osäker, med ett enda fynd för över 100 år sedan. Beståndet uppskattas till mellan 9 500 och 19 000 vuxna individer, dock troligen närmare den lägre siffran. 
Internationella naturvårdsunionen IUCN listar arten som utrotningshotad, kategoriserad som sårbar (VU).

## Namn
Fågelns vetenskapliga artnamn hedrar Jan Jacob Rochussen (1797-1871), generalguvernör över Nederländska Ostindien 1845-1851.